# España en los Juegos Paralímpicos de Nagano 1998
España estuvo representada en los Juegos Paralímpicos de Nagano 1998 por catorce deportistas, diez hombres y cuatro mujeres.

## Medallistas
El equipo paralímpico español obtuvo las siguientes medallas:
| Nombre             | Deporte      | Evento                       |
| ------------------ | ------------ | ---------------------------- |
| Oro                |              |                              |
| Magda Amo          | Esquí alpino | Descenso B1-3 femenino       |
| Magda Amo          | Esquí alpino | Eslalon B2 femenino          |
| Magda Amo          | Esquí alpino | Eslalon gigante B2 femenino  |
| Magda Amo          | Esquí alpino | Supergigante B2 femenino     |
| Eric Villalón      | Esquí alpino | Eslalon B2 masculino         |
| Eric Villalón      | Esquí alpino | Eslalon gigante B2 masculino |
| Eric Villalón      | Esquí alpino | Supergigante B2 masculino    |
| Juan Carlos Molina | Esquí alpino | Descenso B1,3 masculino      |
| Plata              |              |                              |
| —                  |              |                              |
| Bronce             |              |                              |
| —                  |              |                              |